# لوئیس بی. شولنباخ
لوئیس بی. شولنباخ (به انگلیسی: Lewis B. Schwellenbach) سناتور سابق عضو حزب دموکرات ایالات متحده آمریکا بود. وی در سال ۱۹۳۵ تا ۱۹۴۰ میلادی سناتور ایالت واشینگتن در سنای ایالات متحده آمریکا بود.